# 신원면
신원면(神院面)은 대한민국 경상남도 거창군의 면이다. 거창군의 최남단에 위치하며 동쪽으로는 합천군 봉산면과 대병면, 서남쪽으로는 산청군 차황면, 오부면, 생초면과 접하고 있고, 북쪽으로 남상면과 경계를 이룬다. 남상면과 경계를 이루는 북쪽에는 감악산(951m)이 우뚝 솟아 산록은 급경사이나 정상은 고위평탄을 이루고 있다. 해발이 높고 산간오지로서 기온이 낮은 편이며 특히 남상면과 경계를 이루고 있는 감악산과 밤티재에는 겨울철에 눈이 많이 내려 차량소통에 많은 불편을 겪고 있는 지역이며, 청연, 예동, 비곡, 소야마을은 해발 600m이상에 위치하고 있어 여름철의 기온이 다른 지역보다 5°C이상 낮은 지역으로 고랭지채소를 많이 재배한다.

## 연혁
1914년까지 삼가군에 속하며 지금의 과정리, 덕산리, 청수리, 중유리, 대현리, 와룡리 등 6개리는 신지면으로, 수원리, 양지리, 구사리 등 3개리는 율원면으로 있었다. 그 후 1914년 행정구역 개편으로 2개 면이 거창군에 편입되면서 ‘신지면’의 ‘신’ 자와 ‘율원면’의 ‘원’자를 따서 신원면이라 부르게 되었다.

## 행정 구역
- 청수리
- 양지리
- 덕산리
- 수원리
- 과정리
- 구사리
- 대현리
- 와룡리
- 중유리

## 교육
- 신원초등학교 (과정리)
- 거창중학교 신원분교 (폐교) - 신원면 신차로 2997 (과정리)

## 사건 사고
- 거창 양민 학살 사건